# Isotta/Ninna nanna nonna
Isotta/Ninna nanna nonna è un singolo di Pippo Franco, pubblicato nel 1977.

## Descrizione
Isotta è un brano musicale scritto da Sergio Bardotti e Pippo Caruso, utilizzato come sigla della trasmissione televisiva Anteprima di Secondo voi. 
Il singolo ottenne un grande successo, raggiungendo il picco massimo della terza posizione dei singoli più venduti, e divenne il ventisettesimo singolo più venduto del 1977.
All'incisione dei cori presero parte I nostri figli di Nora Orlandi.
Ninna nanna nonna è la canzone pubblicata sul lato B del singolo, scritta dagli stessi autori.
Il singolo fu pubblicato in Italia con numero di catalogo SC 1103 su etichetta Cinevox, in quattro versioni diverse: la prima con copertina verde, ristampata con una diversa grafica delle label, la terza con copertina bianca ed una grafica del titolo e dell'interprete leggermente differenti, una quarta versione che riprende la stessa grafica della versione bianca ma con lo sfondo della copertina nuovamente in verde.  